# Мармузов, Павел Кузьмич
Павел Кузьмич Мармузов (1887 — ?) — российский и советский военачальник, командующий 14-й армией.

## Биография
В 1909 служил в 15-м Восточно-Сибирском стрелковом полку. 

Высочайшим приказом от 26 марта 1916 года за храбрость награждён Георгиевским оружием: 
330 пехотного Златоустовского полка, призванного из запаса по мобилизации, поручику Павлу Мармузову, за то, что в бою 7 июля у д. Заболотцы личным примером довел до штыкового удара 2 роты полка и выбил противника из леса, при чем, несмотря на ранение, продолжал вести свою роту до тех пор пока не вышел на противоположну. опушку леса...
После окончания Первой мировой войны работал главным бухгалтером и заведующим финансовой частью в Главном управлении кожевенной промышленности. Был членом ПСР, в 1919 вступил в РКП(б). Командовал 33-й Кубанской стрелковой дивизией с 21 марта до 6 мая 1919. С июня того же года начальник штаба 14-й армии, с февраля 1920 командующий этой армией. Некоторое время был начальником штаба тыла фронта. По рекомендации Ф. Э. Дзержинского одобренной И. В. Сталиным, с апреля по октябрь 1920 командующий войск Харьковского сектора войск ВОХР, затем находился в распоряжении председателя ВЧК. С января 1921 помощник начальника Экономического управления ВЧК, одновременно работал в Главлескоме. В последующие годы работал в центральном комитете профсоюза деревообрабатывающей промышленности.

### Звания
- подпоручик;
- подполковник.

### Награды
- Георгиевское оружие (1916).